# Journal of Chromatography A
Journal of Chromatography A es una revista científica revisada por pares que publica trabajos de investigación en química analítica, con un enfoque específico sobre la técnica y métodos usados para la separación e identificación de las mezclas. 
De acuerdo con el Journal Citation Reports, esta publicación tiene un factor de impacto de 4,169 en 2014.
Actualmente, los editores de la revista son J. G. Dorsey (Universidad Estatal de Florida, EE. UU.), R. W. Giese (Northeastern University, EE. UU.), C. F. Poole (Wayne State University, EE. UU.), M.-L. Riekkola (Universidad de Helsinki, Finlandia), P. J. Schoenmakers (Universidad de Ámsterdam, Países Bajos), V. Schurig (Universidad de Tübingen, Alemania), N. Tanaka (Universidad de Artes y Tecnología en Kioto, Japón), S. Terabe, P. R. Haddad (Universidad de Tasmania, Australia) y S. Fanali.